# Лінн Коллінз
Віола Лінн Коллінз (англ. Viola Lynn Collins; нар. 16 травня 1977, Х'юстон, Техас, США) — американська акторка.

## Біографія
Народилася в Х'юстоні, Техас, США. Виросла в Сингапурі та Японії. Батьки виховували в баптистській вірі. Вивчала драматичне мистецтво в Джульярдській школі.
У 2003 році почала зустрічатися з актором Стівеном Стрейтом. Після чотирьох років стосунків 23 січня 2007 року пара побралася. Офіційно розлучилися в грудні 2013 року.
У листопаді 2014 одружилася з музикантом Метью Бойлом. У січні 2015 народила сина Ашера Гендрікса Бойла (англ. Asher Hendrix Boyle). У 2016 році розлучилися.

## Кар'єра
Акторську кар'єру розпочала у 1999 році з епізодичної ролі у серіалі «Закон і порядок: Спеціальний корпус».
У 2005 році знялась в екранізації Шекспіра «Венеційський купець», в якому зіграла разом з Аль Пачіно, Джеремі Айронсом.
У 2008 році приєдналась до акторського складу серіалу «Реальна кров», а наступного року — фільму «Люди-X: Росомаха».
У 2012 році виконала роль Кайли Сільверфокс у стрічці «Росомаха». У тому ж році знялась у фільмі «Джон Картер. Між двох світів» у ролі принцеси Геліусу.

## Фільмографія

### Фільми
| Рік  | Назва                          | Оригінальна назва          | Роль                                                              | Примітки  |
| ---- | ------------------------------ | -------------------------- | ----------------------------------------------------------------- | --------- |
| 2001 | «Земля янголів»                | Earth Angels               | Катаріна                                                          | телефільм |
| 2002 | «Ніколи не вилазь з човна»     | Never Get Outta the Boat   | Стайсі                                                            |           |
| 2002 |                                | Stage on Screen: The Women | дівчина                                                           |           |
| 2003 | «До біса любов!»               | Down with Love             | Міріам                                                            | телефільм |
| 2004 | «Із 13 в 30»                   | 13 Going on 30             | Венді                                                             |           |
| 2004 | «50 перших поцілунків»         | 50 First Dates             | Лінда                                                             |           |
| 2004 | «Венеційський купець»          | The Merchant of Venice     | Порція                                                            |           |
| 2006 | «Повернення в Раджапур»        | Return to Rajapur          | Сара Рірдон                                                       |           |
| 2006 | «Глюки»                        | Bug                        | Ар Сі                                                             |           |
| 2006 | «Будинок біля озера»           | The Lake House             | Мона                                                              |           |
| 2006 | «Собача проблема»              | The Dog Problem            | Лола                                                              |           |
| 2007 | «Число 23»                     | The Number 23              | Ізабель Лідія Гант / Місіс Добкінс / Мати Фінгерлінга в молодості |           |
| 2007 | «Нечутливий»                   | Numb                       | виконавчий директор з розвитку фільмів                            |           |
| 2007 | «Як на долоні»                 | Towelhead                  | Тіна Панос                                                        |           |
| 2008 | «Життя в польоті»              | Life in Flight             | Кейт                                                              |           |
| 2008 | «Нерішучість»                  | Uncertainty                | Кейт Монтеро                                                      |           |
| 2008 |                                | Eavesdrop                  | Таллула                                                           |           |
| 2009 | «Кривавий струмок»             | Blood Creek                | Барб                                                              |           |
| 2009 | «Люди-X: Росомаха»             | X-Men Origins: Wolverine   | Кайла Сільверфокс                                                 |           |
| 2010 | «Сіті-Айленд»                  | City Island                | дівчина Вінса                                                     |           |
| 2011 | «Герб ангелів»                 | Angels Crest               | Сінді                                                             |           |
| 2011 | «10 років потому»              | 10 Years                   | Анна                                                              |           |
| 2012 | «Джон Картер: між двох світів» | John Carter                | Дея Торіс                                                         |           |
| 2012 | «Безумовний»                   | Unconditional              | Саманта Кровфорд                                                  |           |
| 2013 | «Росомаха»                     | The Wolverine              | Кайла Сільверфокс                                                 |           |
| 2013 |                                | Occult                     | Блер                                                              | телефільм |
| 2015 |                                | A Mother Betrayed          | Моніка                                                            | телефільм |
| 2015 |                                | Matters of the Heart       | Кейт                                                              |           |
| 2016 |                                | Lost in the Sun            | Мері                                                              |           |
| 2016 |                                | The Hollow Point           | Марла                                                             |           |
| 2016 |                                | Poor Richard's Almanack    | Джулія                                                            | телефільм |
| 2017 |                                | Cowboy Drifter             | Кендіс                                                            |           |
| 2018 |                                | Dead Women Walking         | Селін                                                             |           |
| 2018 |                                | The Mission                | Оріана Кловерфілд                                                 | телефільм |
| 2019 | Під нами                       | Beneath Us                 | Ліз Родс                                                          |           |
| 2019 | «Рубіж світу»                  | Rim of the World           | майор Коллінз                                                     |           |
|      |                                | Occult                     | Блер                                                              | телефільм |

### Серіали
| Рік       | Назва                                 | Оригінальна назва                 | Роль             | Примітки   |
| --------- | ------------------------------------- | --------------------------------- | ---------------- | ---------- |
| 1999      | «Закон і порядок: Спеціальний корпус» | Law & Order: Special Victims Unit | Вірджинія Гейз   | 1 епізод   |
| 2001      | «Виховання Макса Бікфорда»            | The Education of Max Bickford     |                  | 1 епізод   |
| 2002      | «Поштовх, Невада»                     | Push, Nevada                      | дружина          | 1 епізод   |
| 2002      |                                       | Haunted                           | Джессіка Меннінг | 8 епізодів |
| 2008      | «Реальна кров»                        | True Blood                        | Даун Грін        | 5 епізодів |
| 2013      | «Елементарно»                         | Elementary                        | Таня Барретт     | 1 епізод   |
| 2014      |                                       | HitRECord on TV                   | працівниця       | 1 епізод   |
| 2014      | «Таємні зв'язки»                      | Covert Affairs                    | Ольга Акарова    | 3 епізоди  |
| 2014      | «Полювання на Унабомбера»             | Manhunt: Unabomber                | Наталі Роджерс   | 7 епізодів |
| 2019      | Правосуддя                            | The Fix                           | Д-р Керіс Делі   | 2 епізоди  |
| 2020      | Детектив Босх                         | Bosch                             | Алісія Кент      | 8 епізодів |
| 2021-2022 | Ходячі мерці                          | The Walking Dead                  | Леа              | 6 епізодів |